# Maaike Head
Maaike Head (ur. 11 września 1983 w Amsterdamie) – holenderska wioślarka. Mistrzyni olimpijska Letnich Igrzysk Olimpijskich w Rio de Janeiro (2016). Dwukrotnie złota medalistka Mistrzostw świata.

## Osiągnięcia
- Mistrzostwa Świata – Poznań 2009 – dwójka podwójna wagi lekkiej – 9. miejsce[1].
- Mistrzostwa Europy – Montemor-o-Velho 2010 – dwójka podwójna wagi lekkiej – 9. miejsce[1].
- Mistrzostwa Świata – Chungju 2013 – czwórka podwójna wagi lekkiej – 1. miejsce.
- Mistrzostwa Świata – Amsterdam 2014 – czwórka podwójna wagi lekkiej – 1. miejsce.
- Mistrzostwa Europy – Brandenburg 2016 – dwójka podwójna wagi lekkiej – 1. miejsce.
- Igrzyska Olimpijskie – Rio de Janeiro 2016 – dwójka podwójna wagi lekkiej – 1. miejsce.